# 2023年克拉馬托爾斯克餐廳空襲
2023年6月27日晚7時30分左右，俄羅斯在入侵烏克蘭期間對烏克蘭東部城市克拉馬托爾斯克的民用建築發射了2枚9K720伊斯坎德爾飛彈。主要目標是一家披薩餐廳，當時可容納多達80名顧客和員工。爆炸造成13人死亡，其中包括烏克蘭小說家維多利亞·阿梅麗娜、一名17歲女孩、一對14歲雙胞胎姐妹和一名退伍美國海軍陸戰隊軍人，另有60人受傷。另一枚導彈擊中了克拉馬托爾斯克郊區的一個村莊，造成另外5人受傷。
這家餐廳深受當地人、士兵、外國記者和援助人員的歡迎。受傷者包括哥倫比亞小說家兼記者赫克托·阿巴德（Héctor Abad）和他的朋友哥倫比亞政治人物塞爾吉奧·哈拉米洛（Sergio Jaramillo），以及加拿大裔烏克蘭作家維多利亞·阿梅麗娜（Victoria Amelina），後者於幾天後因傷重不治身亡。克拉馬托爾斯克當時距離戰線24公里。

## 背景
自2015年秋季以來，克拉馬托爾斯克一直是烏控頓涅茨克州行政中心。2023年6月，該市距離前線約24公里。
襲擊目標「咖啡廳RIA酒廊酒吧」是該市著名的披薩店和受歡迎的娛樂場所之一，位於克拉馬托爾斯克市中心。那裡的常客除了當地居民外，還有外國記者、人道主義工作者和外國代表團，以及駐紮在附近和從前線返回的烏克蘭軍人。

## 襲擊
襲擊發生時，餐廳裡擠滿了士兵和平民（約100人），其中一個大廳裡正在舉行45人的宴會。
襲擊造成13人死亡，其中包括一名17歲女孩、一對14歲雙胞胎姐妹、7名餐廳員工，其中包括披薩店老闆和一名退伍美國海軍陸戰隊軍人揚·弗蘭克·托托里奇 (Jan Frank Tortorici) ，他是以烏克蘭領土防衛國際軍團的身份在烏克蘭作戰；另有60人受傷，包括3名哥倫比亞公民：小說家兼記者赫克托·阿巴德、拉丁美洲支援烏克蘭組織「堅守烏克蘭」創始人兼政治人物塞爾吉奧·哈拉米洛及1名哥倫比亞記者卡塔利娜·戈麥斯，陪同他們的加拿大裔烏克蘭小說家維多利亞·阿梅麗娜在襲擊中受重傷，幾日後因傷勢過重身亡。
襲擊發生時，頓涅茨克州尚未響起空中警報信號。警報最後一次響起是在當日下午18:00至下午19:14之間，以及爆炸發生後的下午19:35至下午21:27。
烏克蘭頓涅茨克州州長帕維爾·基里連科表示，導彈襲擊還損毀18棟多層建築、65棟房屋、5所學校、2所幼兒園、1座購物中心、1座行政大樓和1座娛樂建築。
烏克蘭緊急服務部表示，襲擊造成的死亡人數至少12人，救援人員繼續在瓦礫中搜尋可能的倖存者。
烏克蘭總檢察長安德烈·科斯廷報告說，俄羅斯用9K720伊斯坎德爾飛彈襲擊克拉馬托爾斯克。

### 調查
2023年6月28日，烏克蘭安全局反情報部拘留了一名涉嫌監視餐廳外停放車輛並將影片轉發給俄羅斯軍事情報部門的男子。該疑犯涉嫌在襲擊前一天為俄羅斯軍事情報部門糾正餐廳的坐標，並立即將其發送給Telegram的對話者。疑犯是一名57歲的當地居民弗拉基米爾·西內爾尼克（Володимир Синельник），他是一名懲教員，是曾參與蘇阿戰爭的退伍軍人。他還收集了有關烏軍在斯洛維揚斯克和在克拉馬托爾斯克的其他部署、行動和武裝的情報。
2024年4月4日，乌克兰一家法院判處一名协助俄罗斯军队發動空襲的嫌疑人终身监禁。

## 俄羅斯當局的聲明
俄羅斯媒體報導，俄羅斯國防部於2023年6月28日在其Telegram頻道上聲稱「在頓涅茨克人民共和國的克拉馬托爾斯克市擊中了烏克蘭軍隊第56摩托化步兵旅的臨時指揮部」。隨後，俄羅斯國防部表示「根據進一步瞭解的信息，由於高精度打擊，於6月27日在頓涅茨克人民共和國克拉馬托爾斯克市的烏克蘭軍隊第56獨立摩托化步兵旅臨時指揮部遭到毀滅，有2名參與指揮會議的將軍、多達50名烏克蘭武裝部隊軍官以及20名外國僱傭兵和軍事顧問被消滅」。
俄羅斯總統新聞秘書德米特里·佩斯科夫表示「俄羅斯不會對民用基礎設施進行攻擊。我們只針對與軍事基礎設施有關聯的目標進行打擊」。
而面對哥倫比亞總統古斯塔沃·佩特羅的譴責，俄羅斯駐哥倫比亞大使館表示，克拉馬托爾斯克「不是品嚐烏克蘭美食的最佳地點，哥倫比亞人前往克拉馬托爾斯克旅行是魯莽行為。」

## 反應
2023年6月30日至7月2日，克拉馬托爾斯克宣佈全市哀悼在俄羅斯導彈襲擊中的遇難者。
烏克蘭總統弗拉基米爾·澤連斯基稱導彈襲擊為「又一宗恐怖行動」。他表示俄羅斯只應獲得「失敗和法庭審判，對所有俄羅斯殺人犯和恐怖分子進行公平和合法的審判」。
美國總統祖·拜登譴責這次襲擊，並表示俄羅斯總統弗拉基米爾·普京已經淪為「全球賤民」。
歐盟外交和安全政策高級代表何塞普·博雷利在Twitter上發帖稱：「俄羅斯對烏克蘭平民實施恐怖襲擊的又一例證，一枚俄羅斯巡航導彈擊中了克拉馬托爾斯克的一家餐館和購物中心。」
聯合國烏克蘭人道事務協調員丹尼斯·布朗發表了一份聲明，描述襲擊是「俄羅斯入侵烏克蘭對人民造成無法接受的苦難又一個例證。國際人道法保護民眾和民用基礎設施，我們必須盡一切可能來最小化或避免對民眾造成傷害，包括通過核實目標。」
哥倫比亞總統古斯塔沃·佩特羅譴責造成3名哥倫比亞公民受傷的襲擊事件。他強調，俄羅斯襲擊平民的行為違反了戰爭法，「俄羅斯襲擊了三名手無寸鐵的哥倫比亞公民。因此他違反了戰爭法。外交部應發出外交照會抗議。我們期待塞爾吉奧、赫克托和卡塔琳娜安全返回家園。」
法國外交部在聲明中指出：「俄羅斯再次故意襲擊民用基礎設施，嚴重違反國際人道法，瞄準烏克蘭人民試圖從俄羅斯侵略造成的苦難中稍作休息之場所。」
瑞典外交部對此次襲擊予以譴責。